# Hapi-Line Fukui
Die Hapi-Line Fukui (jap. 株式会社ハピラインふくい Kabushiki-gaisha Hapirain Fukui) ist eine japanische Bahngesellschaft mit Sitz in Fukui in der Präfektur Fukui. Sie betreibt die Fukui-Linie, die einst Teil der von JR West betriebenen Hokuriku-Hauptlinie war.

## Unternehmen
Bei der Hapi-Line Fukui handelt es sich um ein so genanntes „Unternehmen des dritten Sektors“, einer Kooperation zwischen der öffentlichen Hand und Privatunternehmen. Die wichtigsten Aktionäre per Juli 2022 sind die Präfektur Fukui (55,6 %), das Verkehrsunternehmen Tetsudō un’yu kikō (24,6 %), die Städte und Gemeinden entlang der Fukui-Linie (zusammen 15,9 %) sowie verschiedene lokale Unternehmen.
Hauptgeschäftszweig des Unternehmens ist der Betrieb der 84,3 km langen Fukui-Linie entlang des Japanischen Meeres. Der Hapi-Line Fukui gehören auch die Bahnhöfe entlang der Strecke, mit Ausnahme beider Endstationen: Der Bahnhof Tsuruga gehört weiterhin zu JR West, während der Bahnhof Daishōji im Besitz der IR Ishikawa Tetsudō ist. Nahverkehrszüge und einzelne Eilzüge der Hapi-Line Fukui verkehren einerseits zwischen Fukui und Tsuruga. Der Nahverkehr von Fukui über Daishōji und einem Teilstück der IR Ishikawa-Bahnlinie nach Kanazawa wird mit der IR Ishikawa Tetsudō gemeinsam durchgeführt.

## Fahrzeuge

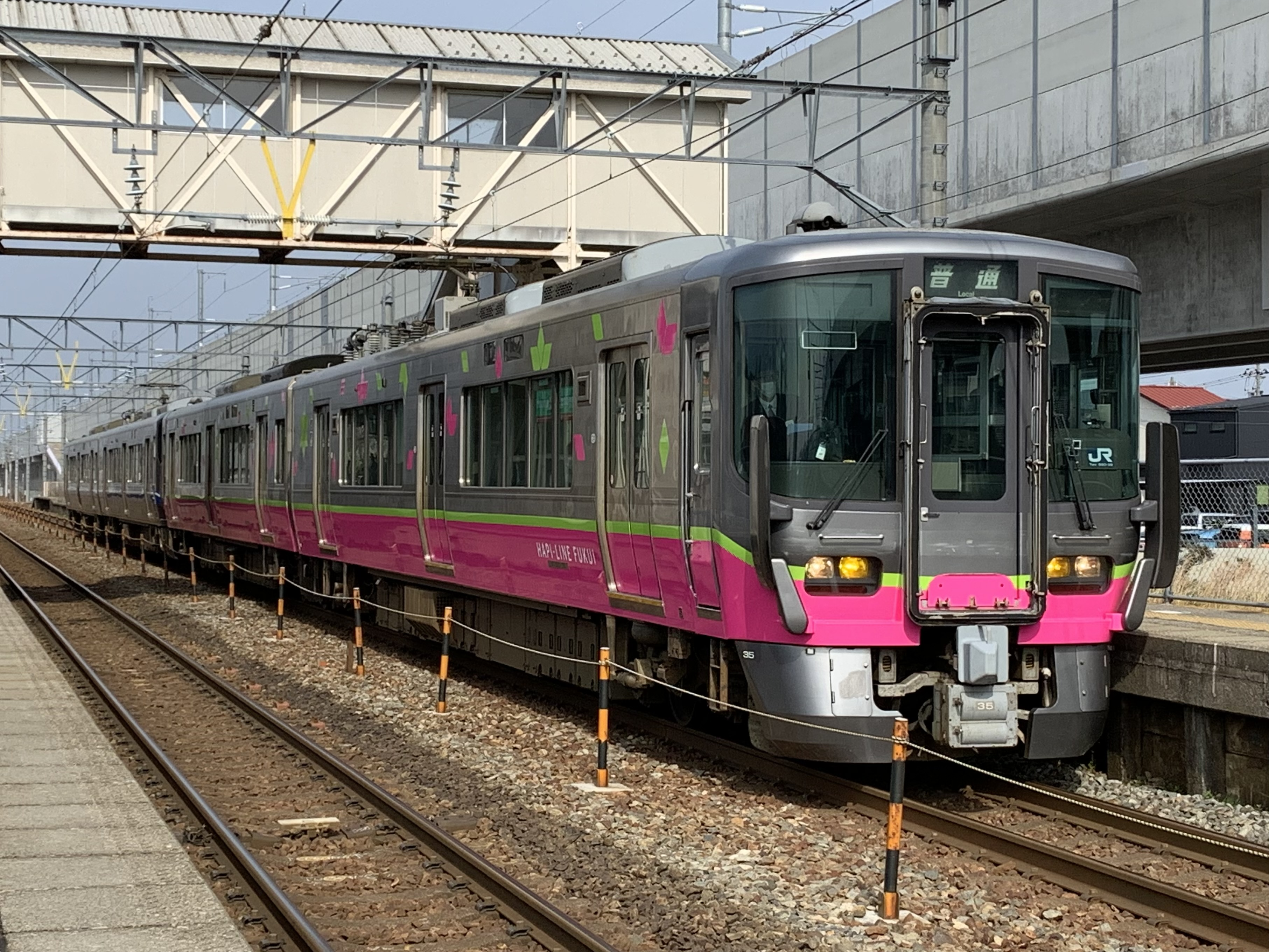
Triebzug der Baureihe 521

Vor der Betriebsaufnahme übernahm Hapi-Line Fukui von JR West 16 zweiteilige Mehrsystem-Triebzüge der JR-Baureihe 521, gebaut ab 2006 von Kawasaki Heavy Industries und Kinki Sharyō. Die Züge sind in einem rosa-hellgrünen Design lackiert. Zum Zeitpunkt der Eröffnung besaß erst eine Komposition die entsprechende Lackierung, die anderen erhielten diese nach und nach bis zum 10. September 2024.

## Geschichte
Im Hinblick auf die bevorstehende Verlängerung der Schnellfahrstrecke Hokuriku-Shinkansen von Kanazawa nach Tsuruga erfolgte am 13. August 2019 die Gründung eines vorbereitenden Unternehmens, das von JR West nach der Fertigstellung des Projekts einen Abschnitt der parallel verlaufenden Hokuriku-Hauptlinie übernehmen sollte. Die erste Gruppe von Angestellten nahm im April 2020 ihre Tätigkeit auf. Im Dezember 2020 wurde bekannt, dass sich die für 2023 geplante Eröffnung der Hokuriku-Shinkansen um ein Jahr verzögern würde; entsprechend verzögerte sich auch die Umstellung auf der Hokuriku-Hauptlinie. Als Folge davon erhielt das Unternehmen von der nationalen Eisenbahn- und Verkehrsbehörde JRTT eine Überbrückungsfinanzierung in der Höhe von 620 Millionen Yen. Ab Juli 2022 trat das Unternehmen unter dem Firmennamen Hapi-Line Fukui in Erscheinung und im selben Monat erfolgte eine Kapitalerhöhung.
Den Fahrbetrieb auf dem seither als Fukui-Linie bezeichneten Abschnitt nahm das neue Unternehmen am 16. März 2024 auf. In der Präfektur Fukui bestehen bereits die Drittsektor-Bahngesellschaften Echizen Tetsudō und Fukui Tetsudō. Die Präfekturbehörden prüfen deshalb die Zusammenlegung der Verwaltung aller drei Unternehmen, wobei die Möglichkeit einer vollständigen Fusion nicht ausgeschlossen wird. Im Juni 2024 kündigten die Unternehmen eine vertiefte Zusammenarbeit bei der Materialbeschaffung, der Sicherung von Personalressourcen und der Förderung der Bahnnuzung an.